# Вельке Хиндиці
Вельке Хиндиці (словац. Veľké Chyndice) — село, громада округу Нітра, Нітранський край. Кадастрова площа громади — 5.05 км².
Населення 325 осіб (станом на 31 грудня 2018 року).

## Історія
Вельке Хиндиці згадується 1234 року.

## Населення
| Рік:            | 1994. | 2004.   | 2014.   | 2024.   |
| --------------- | ----- | ------- | ------- | ------- |
| Кількість осіб: | 367   | 342     | 319     | 339     |
| Різниця:        |       | -6,81 % | -6,72 % | +6,26 % |

| Рік:            | 2023. | 2024.   |
| --------------- | ----- | ------- |
| Кількість осіб: | 344   | 339     |
| Різниця:        |       | -1,45 % |